# Kalevi Laitinen
Kalevi Johannes Laitinen (ur. 19 maja 1918 w Kotka, zm. 6 stycznia 1997 tamże) – fiński gimnastyk. Dwukrotny medalista olimpijski.
Brał udział w dwóch igrzyskach (IO 48, IO 52), na obu zdobywał medale. W 1948 Finowie triumfowali w drużynowym wieloboju, cztery lata później w tej samej konkurencji zajęli trzecie miejsce. W drużynie był również srebrnym medalistą mistrzostw świata w 1950.